# E58 (európai út)
Az E58-as jelű európai út Bécset köti össze Rosztovval.

## Érintett nagyobb városok
- Ausztria
  - Bécs
- Szlovákia
  - Pozsony
  - Zólyom
  - Kassa
- Ukrajna
  - Ungvár
  - Munkács
- Románia
  - Halmi
  - Nagybánya
  - Dés
  - Beszterce
  - Dornavátra
  - Szucsáva
  - Botosán
  - Szépvásár
  - Jászvásár
- Moldova
  - Sculeni
  - Chişinău
- Ukrajna
  - Odessza
  - Mikolajiv
  - Herszon
  - Nova Kahivka
  - Melitopol
- Oroszország
  - Taganrog
  - Rosztov